# Friedrich Wieck
Friedrich Wieck (Pretzsch, 1785. augusztus 18. – Loschwitz, 1873. október 6.) német zongorista, zenetanár, zeneoktató, zenekritikus és zeneszerző. Gyermekei közül Clara feleségül ment Friedrich egyik tanítványához, Robert Schumannhoz, míg Alwin és Marie egyaránt zenészek lettek. Ismert diákjai között volt Hans von Bülow is.